# A10 (Litouwen)
De A10 is Litouwse hoofdweg die Panevėžys verbindt met de Letse A7. Het is een hoofdschakel in de verbinding tussen Vilnius en Riga. De A10 sluit in Panevėžys aan op de Litouwse A2 die de route naar de hoofdstad vervolgt. De weg is 66 kilometer lang en deel van de Via Baltica, de Europese weg die de Baltische staten verbindt met de Pools hoofdstad Warschau en Praag.
A1 · A2 · A3 · A4 · A5 · A6 · A7 · A8 · A9 · A10 · A11 · A12 · A13 · A14 · A15 · A16 · A17 · A18 · A19